# Jakob Diel

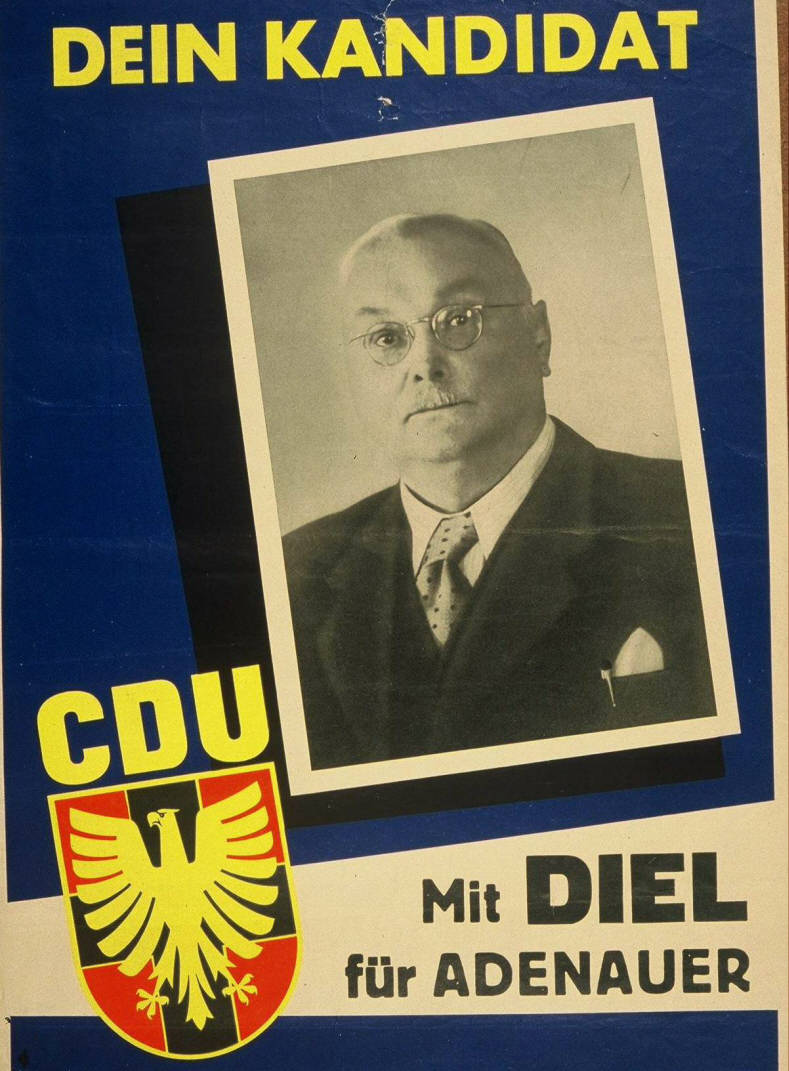
Kandidatenplakat Jakob Diels zur Bundestagswahl 1953

Jakob Diel, auch Jacob (* 8. Dezember 1886 auf der Burg Layen; † 26. Dezember 1969 in Bingen am Rhein) war ein deutscher Gutsbesitzer und Politiker (Zentrum, später CDU).

## Leben und Beruf
Nach der Volksschule und der höheren Schule im Internat in Hannover absolvierte Diel eine landwirtschaftliche Ausbildung und war auf einem Weingut tätig. Im Ersten Weltkrieg erhielt er das Eiserne Kreuz II. Klasse. Nach Kriegsende wurde er Bezirksvorsitzender des Bauernvereins Koblenz und später Vizepräsident des Trierer Bauernvereins. Er bewirtschaftete das Weingut Burg Layen, das sein Urgroßvater Johann Peter Diel 1802 erworben hatte. Als Weingut Schlossgut Diel ist dieses noch heute im Familienbesitz. Diel war 1927 Mitbegründer und erster Vorsitzender der Rebenaufbaugenossenschaft Trollbachtal. Er war Ehrenmitglied der KAV Suevia Berlin. In der Zeit des Nationalsozialismus wurde er dreimal verhaftet.
Diel schrieb regelmäßig Leitartikel für die rechtsextreme Deutsche Soldaten-Zeitung und National-Zeitung.

## Partei
Diel gehörte vor 1933 dem Zentrum an und beteiligte sich 1945 an der Gründung der CDU in Rheinland-Pfalz. Er war Mitglied des CDU-Landesvorstandes und Vorsitzender des Agrarausschusses der CDU Rheinland-Pfalz. Wegen Spekulationen über angebliche Versuche Diels, Mitglied der NSDAP zu werden, wurde Peter Josef Stein, damaliger Geschäftsführer der Rhein-Zeitung, 1947 zu drei Monaten Haft verurteilt.

## Abgeordneter
Diel war von 1919 bis 1921 Kreistagsabgeordneter. Von 1921 bis 1933 war er Landtagsabgeordneter in Preußen für die Zentrumspartei. 
Diel war 1946 Mitglied der Beratenden Landesversammlung und 1947 bis 1957 Landtagsabgeordneter in Rheinland-Pfalz, wo er 1947/48 das Amt des Präsidenten innehatte. Er gehörte dem Deutschen Bundestag von 1957 bis 1961 an. Neben der Agrarpolitik setzte er sich im Bundestag insbesondere für den Bau der Bundesautobahn 61 ein. 1949 war er Mitglied der ersten, 1954 der zweiten und 1959 der dritten Bundesversammlung.
Daneben war er Landesvorsitzender des Deutschen Saarbunds, 1919 bis 1933 Bezirksvorsitzender und Vizepräsident des Trierer Bauernvereins und Vorstandsmitglied der Vereinigten deutschen Bauernvereine.
1958 agitierte er in einem Pamphlet gegen die Bundesentschädigungsgesetzgebung mit dem Lieblingsklischee der deutschen Volksseele, Die Juden und das deutsche Geld, und verteilte dies unter den Bundestagsabgeordneten. Im Spiegel wurde berichtet über seine Kritik an der Entschädigungspraxis. Mit Hilfe des Chefs der Kriminalpolizei Rheinland-Pfalz, Georg Heuser, besorgte er sich Akten von Mandanten des Wiedergutmachungsausschuss-Vorsitzenden Otto Heinrich Greve und zitierte daraus.

## Ehrungen
Für seine Verdienste um den Weinbau wurde Diel der Titel eines Ökonomierates verliehen. In der Gemeinde Rümmelsheim ist eine Straße nach ihm benannt. 1963 erhielt er das Bundesverdienstkreuz Erster Klasse.